# Wapenstilstand van 15 december 1917

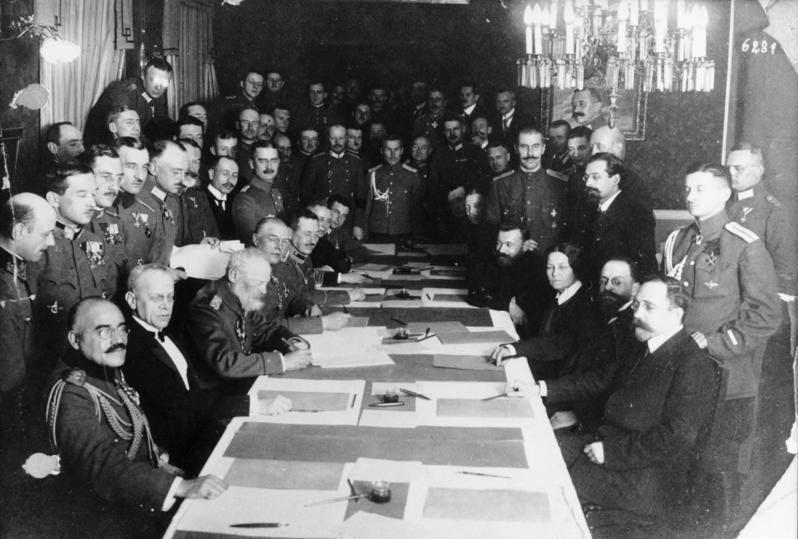
Ondertekening van de wapenstilstand op 15 december 1917

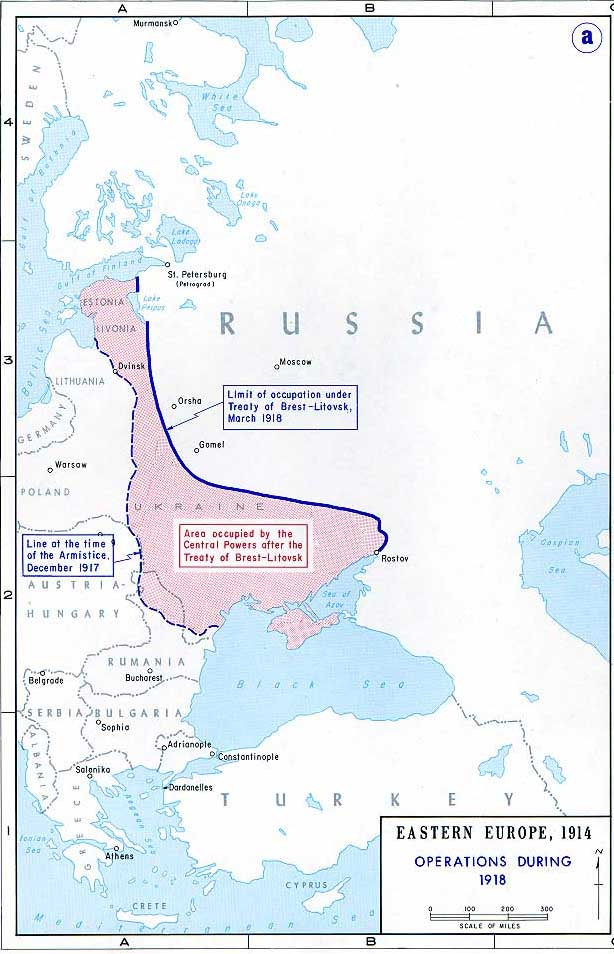
In roze het bezette gebied tussen december 1917 en maart 1918

De wapenstilstand van 15 december 1917 was een overeenkomst, getekend door de bolsjewistisch Rusland enerzijds en de landen van de centrale mogendheden anderzijds, die een einde maakte aan de vijandelijkheden tussen beide op het Oostfront in de Eerste Wereldoorlog. Het staakt-het-vuren ging effectief in op 17 december 1917.
Na de wapenstilstand begonnen de vredesonderhandelingen. De centrale mogendheden eisten dat Polen, Litouwen en het westen van Letland in handen van Duitsland zou komen. Deze gebieden waren reeds onder Duitse controle. Deze harde eisen werden afgewezen en de leiders van de Sovjet-Rusland volgden een koers van Geen oorlog, noch vrede door de wapenstilstand stilzwijgend te verlengen.
De centrale mogendheden vonden dit onacceptabel en begonnen in februari 1918 Operatie Faustschlag (vuistslag). Het Russische leger bood nauwelijks weerstand en de troepen rukten op tot 100 kilometer voor Sint-Petersburg in het noorden en nog veel verder op in het zuiden van Sovjet-Rusland tot aan Rostov aan de Don. Het merendeel van de bolsjewistische leiders wilde de oorlog voortzetten, maar dit was onmogelijk omdat het leger niet in staat was tot vechten. De onderhandelingen werden herstart. Na de overwinningen hadden de Duitsers de voorwaarden aangescherpt, ze wilden geen bemoeienis meer van Rusland in Oekraïne, Wit-Rusland, Finland en de Baltische staten. Lenin was een voorstander van een snelle vrede en dreigde zelfs met zijn aftreden. Uiteindelijk werd hij gesteund door, onder andere, Kamenev, Zinovjev en Stalin.
De wapenstilstand mondde op 3 maart 1918 uit in het vredesverdrag van Brest-Litovsk tussen dezelfde partijen. Deze door de Sovjets apart afgesloten overeenkomst betekende een breuk met de andere leden van de Triple Entente en de facto de terugtrekking van Rusland uit de Eerste Wereldoorlog.